# 화백 (신라)
화백(和白)은 고대 신라에서 나라의 중대사와 규율을 의논하던 귀족 회의 제도이며, 의결 방법은 만장일치제였다.
전통적인 공동체 사회의 유제(遺制)로서 《수서》 신라전에 〈共有大事則聚群官詳議而完之〉, 《당서》 신라전에 〈事心與衆議號和 人異則罷〉라고 한 것을 보면, 화백 회의는 중대 사건이 있어야 개최되고 회의의 참석자는 보통 백성이 아닌 백관(百官)이라는 것, 그리고 회의에서 한 사람의 반대라도 있으면 결정을 내리지 못하였다는 것을 알 수 있다. 화백의 만장일치 제도는 단 한 번의 예외를 남겼는데, 935년 경순왕의 고려 귀순 결정이었다. 또한 화백은 귀족의 단결을 굳게 하고, 국왕과 귀족 간의 권력을 조절하는 기능을 담당하기도 했다. 일례로 “정치가 어지럽고 음란하다.”라는 이유로 화백에서 진지왕을 폐위하였다.
화백 회의에는 20명의 진골 출신자만이 참석했으며 각각 대등(大等)이라고 불렀다. 그리고 그들 중에서 자체 의결을 통해 의장격인 상대등(上大等)을 선출하였다.

## 개요
화백은 신라 귀족 대표자 회의로서 씨족공동사회의 대표적인 유물이다. 이는 <수서(隋書)> <신라전(新羅傳)>에 "큰일이 있을 때에는 여러 관헌을 모아 상세히 토의하여 결정하였다 (其有大事 則聚群官 詳議而完之)"라 하였고, <당서(唐書)><신라전(新羅傳)>에도 "정사는 반드시 중의에 붙였으니 이를 화백이라 하였고, 한 사람이라도 이견이 있으면 결정되지 않았다(事必與衆議 號和白一人異則罷)"라 하여 국가 중대사를 해결하기 위한 백관회의(百官會議)를 말한다. 이 때의 백관(百官)이란 진골(眞骨) 대표로서 흔히 대등(大等)이라 불리며, 그 의장이 상대등(上大等)이었다. 이것은 만장일치라는 중의(衆議)의 총화(總和)에 따른 민주적 방식이라 볼 수 있으나, 실은 어떤 사건 처리에 만장일치란 도저히 생각할 수 없는 것이었고 더구나 그 회의 장소인 4영지(四靈地)가 비공개된 산악이란 점과 더불어 커다란 의문이 남는다. 그러나 이것은 왕권에 대항하는 강력한 견제력을 가졌으니 결국 화백(和白)은 신라의 고대국가 성립이전, 즉 정치제도의 미분화 시대인 귀족 연맹기에 있었던 부족장 연맹정치의 유물이었고, 고대국가가 완성됨에 따라 형식적인 제도가 되고 말았다고 할 것이다. 이런 화백회의 모양을 <삼국유사> <진덕왕조>에는 "왕(王)의 대(代)에 알천공·임종공·술종공·호림공·염장공·유신공이 남산 우지암에 모여서 국사(國事)를 의논할 때 큰 호랑이가 나타나 좌중(座中)으로 달려들었다. 제공(諸公)이 모두 깜짝 놀라 일어났으나 …"고 하여 6명의 대신이 우지산( 知山) 바위에서 회의를 열었다고 했으며, <삼국사기>에 의하면 김춘추는 여기서 왕으로 추대되었다고 하였다.

## 같이 보기
- 정사암
- 제가 회의